# Коджан (станция метро)
«Коджан» (кор. 고잔역) — эстакадная станция Сеульского метро на ветке Ансан Четвёртой линии; это одна из восьми станций на территории Ансана (все на одной линии). Она представлена двумя боковыми платформами. Станция обслуживается корпорацией железных дорог Кореи (Korail). Расположена в квартале Коджан-дон (адресː 453-53 Gojan-dong, 784 Jungangdaero) района Танвонгу в городе Ансан (провинция Кёнгидо, Республика Корея). На станции установлены платформенные раздвижные двери.
В непосредственной близости к станции расположены стадион Ansan Wa~ Stadium, Выставочный центр Ансана (Ansan Arts Center), Korea University Ansan Hospital.
Пассажиропоток — 9 385 чел/день (на 2013 год).
Станция была открыта 5 августа 1937 года на линии Суинсон, как ж/д станция междугородней ветки между городами Сувон и Инчхон. Введена в эксплуатацию на уже действующем участке Кымджон—Ансан, как часть ветки Ансан 4 линии, 2 марта 1992 года. 1 сентября 1994 года линия Суинсон временно прекратила работу из-за реконструкции и интеграции с системой столичного метрополитена. Завершение нового участка линии Суинсон планируется в 2016 году, на котором будет расположена станция.
Это одна из 14 станций ветки Ансан (Ansan Line) Четвёртой линии, которая включает такие станцииː Кымджон (443), Санбон, Сурисан, Дэями, Банвол, Саннокку, Университет Ханян в Ансане, Чунан, Коджан, Чходжи, Ансан, Синилончхон, Чонван, Оидо (456). Длина линии — 26 км.